# Баван (Ду)
Баван (фр. Bavans) насеље је и општина у источној Француској у региону Франш-Конте, у департману Ду која припада префектури Монбелијар.
По подацима из 2011. године у општини је живело 3.662 становника, а густина насељености је износила 414,72 становника/km². Општина се простире на површини од 8,83 km². Налази се на средњој надморској висини од 341 метар (максималној 487 m, а минималној 300 m).

## Демографија
| 1962. | 1968. | 1975. | 1982. | 1990. | 1999. | 2011. |
| ----- | ----- | ----- | ----- | ----- | ----- | ----- |
| 1.914 | 2.594 | 3.754 | 4.148 | 4.144 | 3.917 | 3.662 |

График промене броја становника у току последњих година